# سورن مانوئلیان
سورن مانوئلیان (ارمنی: Սուրէն Մանուէլեան؛ انگلیسی: Suren Manuelean زادهٔ ۱۹۰۶ - درگذشته ۱۹۸۰)، نویسنده اهل ارمنستان بود.

## زندگی‌نامه
وی در ۱۹۰۶ در روستای سقام در نزدیکی پالو به دنیا آمد. از نجات یافتگان کشتار و تبعید سال ۱۹۱۵ بود و در سال ۱۹۲۶ از مسیر خاورمیانه، بالکان و فرانسه به نیویورک مهاجرت نمود. وی در ۱۹۸۰ در سن ۷۴ سالگی درگذشت.

## یادداشت
1. ↑  Słam